# David Jurásek
David Jurásek (ur. 7 sierpnia 2000 w Dolní Němčí) – czeski piłkarz, grający na pozycji pomocnika. W sezonie 2022/2023 zawodnik Slavii Praga. Reprezentant kraju. 

## Kariera juniorska
Wychowywał się w takich klubach jak: FK Dolní Němčí (2007–2009), 1. FC Slovácko (2009–2015), ponownie FK Dolní Němčí (2015) i FC Zbrojovka Brno (2016–2019).

## Kariera klubowa
W Zbrojovce w pierwszym zespole zadebiutował 1 czerwca 2020 roku w meczu przeciwko Dukli Praga, zremisowanym 0:0, wchodząc na ostatnią minutę. Pierwszą asystę zaliczył tydzień później w meczu przeciwko Fotbalowi Trzyniec. Asystował przy golu w 85. minucie. Łącznie w Zbrojovce zagrał 6 meczów, zaliczył też asystę.
21 sierpnia 2020 został graczem 1. SK Prostejov. Zadebiutował w tym zespole już dzień później w meczu przeciwko FK Blansko, zremisowanym 1:1, grając 17 minut. Pierwszego asystę zaliczył 2 października w meczu przeciwko FC Vysočina, wygranym 1:2. Asystował przy golu w 66. minucie. Pierwszego gola strzelił 15 kwietnia 2021 roku w meczu przeciwko FC Vysočina, przegranym 2:4. Do siatki trafił w 78. minucie. Łącznie w tym zespole zagrał 25 meczów, strzelił 3 gole i raz asystował. 
16 lipca 2021 roku został zawodnikiem FK Mladá Boleslav za 60 tysięcy euro. Debiut w tym zespole zaliczył 21 sierpnia w meczu przeciwko FK Teplice, wygranym 3:1, grając 58 minut. Pierwszą asystę zaliczył 18 września w meczu przeciwko Slovanowi Liberec, przegranym 2:1. Asystował przy golu w 29. minucie. Pierwszego gola strzelił 16 października w meczu przeciwko Bohemians 1905, wygranym 4:1. Do siatki trafił w 79. minucie. Łącznie do 4 stycznia 2022 roku zagrał w 15 meczach, strzelił gola i miał 2 asysty. 

## Kariera reprezentacyjna
Zagrał 3 mecze w reprezentacji U-21.